# Komercialna programska oprema
Komercialna programska oprema, neprosta programska oprema ali zaprtokodna programska oprema je programska oprema, ki ne zadošča kriterijem za prosto ali odprtokodno programsko opremo.